# Извршна власт
Извршна власт има задатак да спроводи законе које је донијела законодавна власт и интерпретирала судска власт. У општем смислу, извршну власт чини влада. Зависно од политичког система на челу владе може бити премијер (Уједињено Краљевство и друге) или предсједник (Сједињене Америчке Државе и друге). Неке државе су хибриди, што значи да имају и премијера и предсједника (Француска, Србија и друге). Такав систем назива се и бицефални (двоглави) систем извршне власти.
У зависности од политичког система зависи и моћ владе. У САД предсједник нема директног уплива на доношење закона али располаже могућношћу вета над предлогом закона који је прошао у Конгресу, а слично је и са судском влашћу (Врховним судом). Неки теоретичари тврде да пошто предсједник бира судије Врховног суда он има утицај на њих. Међутим, ово је ријешено тиме да предсједник има право да бира новог судију тек када један од пријашњих умре или оде у пензију (судије у Врховном суду раде доживотно) и да нема право смјењивати судије које раде. У Уједињеном Краљевству ситуација је другачија. Влада у Уједињеном Краљевству има директан утицај на законодавну власт и на судску власт. Разлог томе је што у влади премијера сједи и лорд канцелар. Човјек који држи ту позицију ради у Дому лордова (судска власт - има право запошљавати и смјењивати судије), сједи у Дому комуна (законодавна власт) али такође има мјесто и у кабинету владе (извршна власт). Овај политички орган је најстарији у Уједињеном Краљевству (основан је прије 1000 година), међутим његова позиција смета либералној демократији Уједињеног Краљевства. Ради тога у посљедње вријеме лабуристичка странка, заговара укидање позиције лорда канцелара и издвајање судија из Дома лордова које би ставио у Врховни суд сличан ономе у САД.

## Функције
Обим извршне власти увелико варира у зависности од политичког контекста у којем се појављује и може се мењати током времена у датој земљи. У демократским земљама, извршна власт обично врши широк утицај на националну политику, иако се ограничења често примењују на извршну власт.
У политичким системима заснованим на подели власти, као што су САД, владина власт је распоређена између неколико грана како би се спречило концентрисање моћи у рукама једне особе или групе. Да би се то постигло, свака грана је предмет провера од стране друге две; генерално, улога законодавне власти је да доноси законе, које потом спроводи извршна власт, а тумачи их судство. Извршна власт такође може бити извор одређених врста закона, као што су декрет или извршни налог.
У онима који користе фузију овлашћења, типично парламентарни системи, извршна власт формира владу и њени чланови углавном припадају политичкој странци која контролише законодавну власт или „парламент“. Пошто извршна власт захтева подршку или одобрење законодавне власти, ова два тела су „спојена“ заједно, уместо да буду независна. Принцип парламентарног суверенитета значи да су овлашћења извршне власти искључиво зависна од оних које даје законодавна власт, која такође може да подвргне своје поступке судском преиспитивању. Међутим, извршна власт често има широка овлашћења која произилазе из контроле владине бирократије, посебно у областима укупне економске или спољне политике.

## Министри
2007.]]
У парламентарним системима, извршна власт је одговорна изабраном законодавном телу, тј. мора да одржи поверење законодавног тела (или једног његовог дела, ако је дводомно). У одређеним околностима (у зависности од државе), законодавна власт може изразити недостатак поверења у извршну власт, што узрокује или промену владајуће странке или групе странака или опште изборе. Парламентарни системи имају шефа владе (који води извршну власт, која се често назива министрима) који се обично разликује од шефа државе (који наставља кроз владине и изборне промене). У Вестминстерском типу парламентарног система принцип поделе власти није толико укорењен као у неким другим. Чланови извршне власти (министри) су такође чланови законодавне власти и стога играју важну улогу у писању и спровођењу закона. У председничким системима, директно изабрани шеф владе именује министре. Министре могу директно бирати бирачи.
У овом контексту, извршна власт се састоји од лидера или вође канцеларије или више канцеларија. Конкретно, највише руководеће улоге извршне власти могу укључивати:
- шеф државе[9] – често монарх, председник или врховни вођа, главни јавни представник и живи симбол националног јединства.
  - шеф владе – често премијер, који надгледа администрацију свих државних послова.
    - министар одбране – надгледање оружаних снага, утврђивање војне политике и управљање спољном безбедношћу.
    - министар унутрашњих послова – надгледање полицијских снага, спровођење закона и управљање унутрашњом контролом.
    - министар спољних послова – надгледа дипломатску службу, утврђује спољну политику и води спољне односе.
    - министар финансија – надгледа трезор, утврђује фискалну политику и управља државним буџетом.
    - министар правде – надгледа кривична гоњења, исправке, извршење судских налога.

## Председници и министри
У председничком систему, лидер извршне власти је и шеф државе и владе.
У парламентарном систему, министар у кабинету одговоран законодавној власти је шеф владе, док је шеф државе обично углавном церемонијални монарх или председник.